# Hafnarfjall (berg i Island, Västfjordarna, lat 66,41, long -22,58)
Hafnarfjall är ett berg i republiken Island. Det ligger i regionen Västfjordarna, 250 km norr om huvudstaden Reykjavík. Toppen på Hafnarfjall är 667 meter över havet.
Trakten runt Hafnarfjall är nära nog obefolkad, med mindre än två invånare per kvadratkilometer. Det finns inga samhällen i närheten. Trakten runt Hafnarfjall är permanent täckt av is och snö.